# Wichard von Moellendorff (Ingenieur)

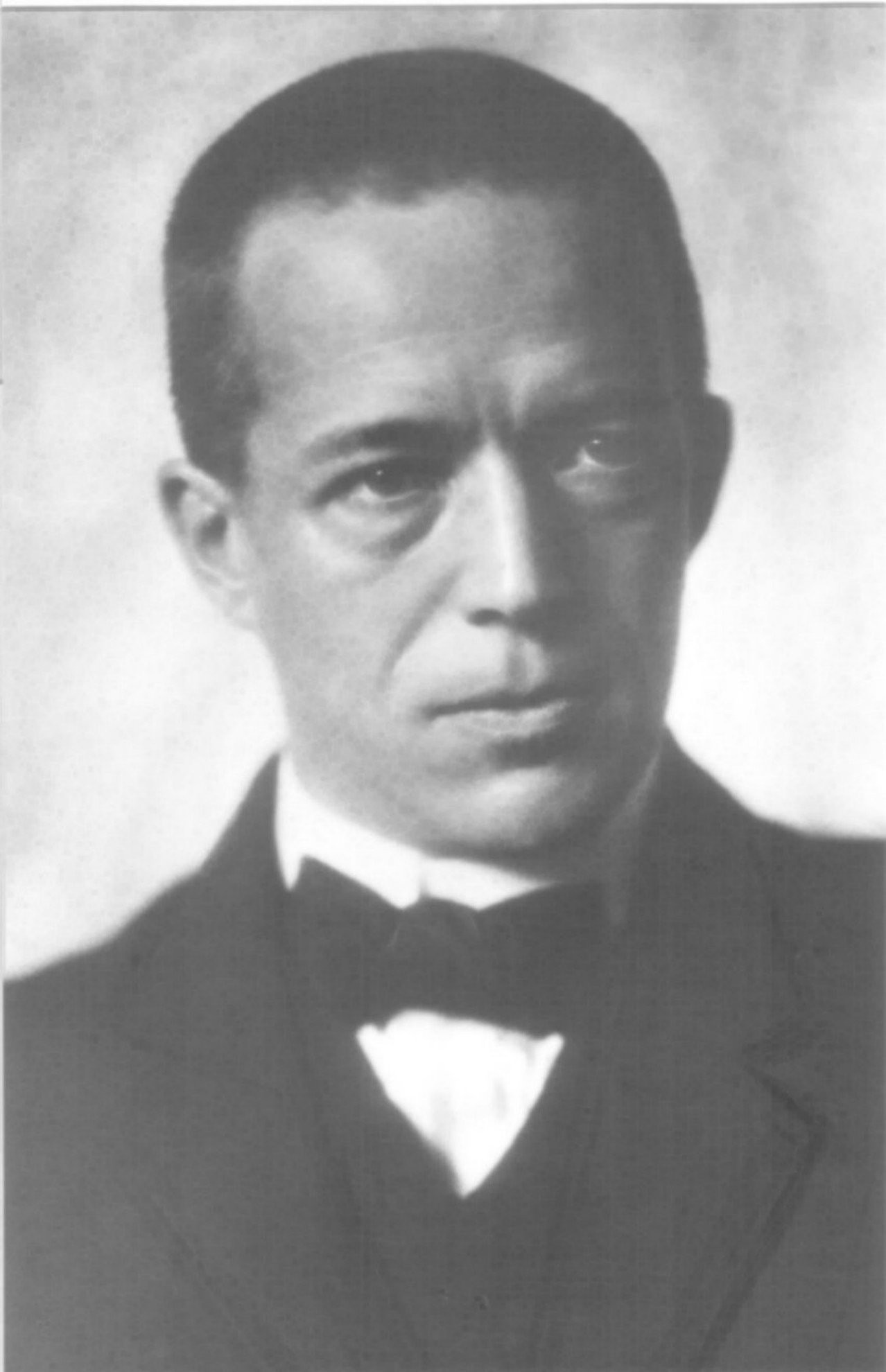
Wichard von Moellendorff

Wichard Georg Otto von Moellendorff (* 3. Oktober 1881 in Hongkong; † 4. Mai 1937 in Berlin) war ein deutscher Ingenieur und Wirtschaftstheoretiker. Öffentlich bekannt wurde er durch seine wirtschaftspolitische Betätigung in und nach dem Ersten Weltkrieg. Davor und danach arbeitete er sehr erfolgreich in der Materialforschung.

## Leben
Wichard von Moellendorff war der Sohn des deutschen Zoologen und Konsulatsdolmetschers (späteren Konsuls) Otto von Möllendorff (1848–1903) und seiner Ehefrau Betty Blau (1857–1920). Sein Bruder war der Anatom Wilhelm von Möllendorff. Er besuchte höhere Schulen in Görlitz und Tilsit und studierte von 1901 bis 1906 Maschinenbau an der Technischen Hochschule Charlottenburg bei Berlin (heute TU Berlin). 1902 heiratete er Elisabeth (Lis) Erdmann (* 1884). Aus der Ehe gingen 1904 die Tochter Hedda und 1919 der Sohn Wichard hervor. Die Ehe wurde 1934 geschieden. 1935 heiratete Moellendorff Erika Dienstag. Wenige Tage nach deren Freitod 1937 nahm auch er sich das Leben. Moellendorff wurde auf dem Städtischen Friedhof Onkel-Tom-Straße in Berlin-Zehlendorf beerdigt. Das Grab ist heute nicht mehr vorhanden.

## Anfänge als Ingenieurwissenschaftler und Essayist
Während seines Studiums hatte Moellendorff Kontakt mit dem zeitkritischen Journalisten Maximilian Harden, in dessen Zeitschrift Die Zukunft er einige Artikel veröffentlichte. Durch Harden wurde er mit Walther Rathenau bekannt gemacht, der leitende Funktionen in der von seinem Vater gegründeten Allgemeinen Elektricitäts-Gesellschaft AEG innehatte. Rathenau stellte den jungen Diplomingenieur 1906 im AEG-Kabelwerk Oberspree (Oberschöneweide bei Berlin) ein und wurde für Moellendorff zum bewunderten Vorbild.
Im Kabelwerk Oberspree, der damals größten Metallverarbeitungsfabrik Deutschlands, errichtete und leitete Moellendorff ab 1908 ein zentrales Metall-Laboratorium. Die Organisation dieses Labors mit drei Abteilungen (einer mechanischen, einer chemischen und einer  metallographischen) wurde für einige Zeit zum Vorbild ähnlicher Einrichtungen in anderen Firmen. Hier bearbeitete er – analog zu Walther Rathenau in seiner Orientierungszeit in Bitterfeld – neben routinemäßigen Werkstoffprüfungen und Entwicklungsaufgaben auch Grundlagenprobleme, insbesondere die plastische Verformung von Metallen, die theoretisch unverstanden war und im Widerspruch zur Kristallnatur der Metalle zu stehen schien. Mittels sorgfältiger Experimente gelang es ihm, dem Industrieingenieur, die hierzu von dem bedeutenden Göttinger Physikochemiker Gustav Tammann vertretenen Vorstellungen zu widerlegen.

## Wirtschaftspolitiker und -theoretiker
Ab Beginn des Ersten Weltkrieges 1914 behinderten die Kriegsgegner Deutschlands durch Blockademaßnahmen die Einfuhr von Rohstoffen, von denen Deutschland für Versorgung und Kriegsführung abhängig war. Moellendorff wies Walther Rathenau auf die zu erwartenden Folgen für die Industrie hin und schlug vor, dass eine staatliche Rohstoffbewirtschaftung angeregt werden sollte. Rathenau erwirkte kurz darauf im preußischen Kriegsministerium die Gründung der Kriegsrohstoffabteilung und übernahm deren Leitung. Moellendorff wechselte mit ihm als Leiter der Sektion Chemie dorthin und erhielt bald weitere Kompetenzen. So war er von August 1915 bis April 1916 Direktor der Kriegschemikalien AG, dann geheimer Kommissar für die Reichsstickstoffwerke, ab Juli 1916 Reichskommissar für Kalkstickstoff, ab September 1916 technischer Referent des Chefs des Waffen- und Munitionsbeschaffungsamtes (WUMBA), das innerhalb der Kriegsrohstoffabteilung geschaffen worden war. In dieser Zeit verfasste er auch eine Denkschrift „Deutsche Gemeinwirtschaft“, die ein Kompromissmodell zwischen kapitalistischer Markt- und sozialistischer Planwirtschaft vorstellt (s. auch Gemeinwirtschaft). Nach dieser Vision sollte ein paritätisches System von Räten und Fachgremien durch Pläne die Wirtschaft steuern, um beispielsweise die durch Konkurrenzverhalten auftretenden „Reibungsverluste“ zu vermeiden; industrielles Privateigentum sollte aber möglich bleiben, denn Moellendorff hielt unternehmerische Initiative als Triebfeder der Wirtschaft für unverzichtbar.
Im April 1918 wurde Moellendorff auf eine ordentliche Professur für Nationalökonomie und Finanzwissenschaften an die TH Hannover berufen. Jedoch holte schon im November 1918, nach der Revolution und Ausrufung der Republik, der sozialdemokratische Politiker Rudolf Wissell Moellendorff als Unterstaatssekretär ins Reichswirtschaftsamt, um mit ihm die gemeinwirtschaftlichen Vorstellungen zu verwirklichen. Die Vorschläge waren umstritten. In einer Kabinettssitzung 1919 präsentierte Wissell (inzwischen Wirtschaftsminister) das erarbeitete Konzept, aber alle anderen Minister lehnten es ab; den Bürgerlichen gingen die planwirtschaftlichen Absichten zu weit, die Sozialdemokraten verlangten hingegen größere Verstaatlichungen. Wissell und Moellendorff traten daraufhin von ihren Regierungsämtern zurück.
Moellendorffs Verhältnis zu Walther Rathenau war inzwischen distanziert. Während die Öffentlichkeit das Gemeinwirtschaftskonzept mit Moellendorff identifizierte, bezeichnete Rathenau (zutreffend) sich selbst als Urheber vieler der zu Grunde liegenden Ideen. Moellendorff betonte dagegen, Rathenau handele selbst nicht nach diesen Ideen, vielmehr wolle er zur privatkapitalistischen Vorkriegswirtschaft zurückkehren. Ein Streit, wer von beiden seinerzeit ursprünglich die Kriegs-Rohstoffbewirtschaftung angeregt habe, führte 1920 zur endgültigen Entfremdung.
In Moellendorffs volkswirtschaftlichen Vorträgen und Schriften erkennt man den Ingenieur. Zur Bewertung wirtschaftspolitischer Maßnahmen benutzte er beispielsweise den Wirkungsgrad-Begriff und stützte sich nach Möglichkeit nie auf Annahmen, sondern auf beobachtete Tatsachen. Als verbesserte Datenbasis für wirtschaftspolitische Überlegungen verfasste er nach eigenen umfangreichen Erhebungen einen „Volkswirtschaftlichen Elementarvergleich“ zwischen verschiedenen Ländern. Auch nach dem Ende seiner kurzen Politikerlaufbahn blieb er in Wirtschaftsfragen ein gesuchter Fachmann, nahm verschiedene Aufsichtsratsmandate wahr und gehörte ab 1926 dem Gemischten wirtschaftlichen Unterausschuss der vorbereitenden Abrüstungskonferenz des Völkerbunds in Genf an. Auszüge aus seinen verstreuten wirtschafts- und gesellschaftspolitischen Schriften sind später in dem Buch „Konservativer Sozialismus“ erschienen.

## Materialprüfungsamt und Kaiser-Wilhelm-Institut für Metallforschung
1923 wurde Moellendorff Leiter des preußischen Staatlichen Materialprüfungsamtes in Berlin (heute Bundesanstalt für Materialforschung und -prüfung) und übernahm kurz darauf – ohne zusätzliches Gehalt – auch die Leitung des Instituts für Metallforschung der Kaiser-Wilhelm-Gesellschaft, das er in die Räumlichkeiten des Materialprüfungsamtes mit aufnahm. Er rettete dadurch das durch die Inflation finanziell gefährdete Institut und nutzte die „Symbiose“ der beiden Einrichtungen trotz knappen Mitteln sogar zum Aufbau einer neuen Abteilung für die Strukturforschung mit Röntgenstrahlen. Diese leistete in den Folgejahren wichtige Arbeit zur Aufklärung der plastischen Verformbarkeit von Metallen, also auf dem Gebiet, das Moellendorff schon in seinem AEG-Labor besonders wichtig gewesen war. Die Zusammenarbeit von Michael Polanyi, der einem anderen Berliner Kaiser-Wilhelm-Institut angehörte, mit der Röntgenabteilung des Metallforschungsinstituts trug zu Polanyis endgültiger Deutung der Plastizität durch den Mechanismus der Stufenversetzung bei. Diese wurde zwar erst 1934 – zeitgleich mit zwei anderen, unabhängigen Entdeckern – schriftlich veröffentlicht, aber von Polanyi schon 1932 bei einer Konferenz vorgetragen.
Moellendorff wurde 1927 Vizepräsident im Internationalen Verband für Metallprüfung. Ebenfalls ab 1927 gehörte er dem Senat der Kaiser-Wilhelm-Gesellschaft an, auch noch, nachdem er 1929 von den Leitungsfunktionen des Materialprüfungsamts und des Instituts zurückgetreten war.

## Nationalsozialistische Herrschaft
Im Mai 1933 bot Moellendorff Max Planck, dem Präsidenten der Kaiser-Wilhelm-Gesellschaft an, auf seinen Senatssitz zu verzichten. Im Sommer des gleichen Jahres erklärte er auch seinen Austritt aus der Gesellschaft selbst und schrieb dazu an Planck: „Mitglied der Gesellschaft will ich nicht bleiben, da ich als ‚Konservativer Sozialist’ zwar mancher heute modern gewordenen Idee verbunden, mit gewissen mir allmählich bekannt werdenden Vergewaltigungen aber, die weder mit der deutschen, noch mit der wissenschaftlichen Sache das Geringste zu tun haben, nicht einverstanden bin und nicht einmal scheinen mag.“
Auch aus allen anderen Funktionen und Tätigkeiten zog Moellendorff sich immer mehr zurück. Kurz nach dem Freitod seiner zweiten Ehefrau im Mai 1937 beendete er mit eigener Hand sein Leben.

## Schriften
- Deutsche Gemeinwirtschaft. Berlin 1916
- Konservativer Sozialismus (Hrsg. Hermann Curth). Hamburg 1932